# Konaklar (Pertek)
Konaklar (türkisch für Herbergen) ist eine Ortschaft (Köy) im Landkreis Pertek der türkischen Provinz Tunceli. Im Jahr 2011 lebten in Konaklar 272 Menschen.